# Kněževes (Rakovník)
Kněževes è un comune mercato della Repubblica Ceca facente parte del distretto di Rakovník, in Boemia Centrale.